# U-372 (tàu ngầm Đức)
U-372  là một tàu ngầm tấn công  Lớp Type VII thuộc phân lớp Type VIIC được Hải quân Đức Quốc Xã chế tạo trong Chiến tranh Thế giới thứ hai. Nhập biên chế năm 1941, nó đã thực hiện được sáu chuyến tuần tra, đánh chìm được ba tàu buôn cùng một tàu chiến phụ trợ với tổng tải trọng 26.401 GRT. Trong chuyến tuần tra cuối cùng, U-372 bị hỏa lực phối hợp từ các tàu khu trục Hải quân Hoàng gia Anh cùng một máy bay ném bom Vickers Wellington đánh chìm trong Địa Trung Hải vào ngày 4 tháng 8, 1942.

## Thiết kế và chế tạo

### Thiết kế

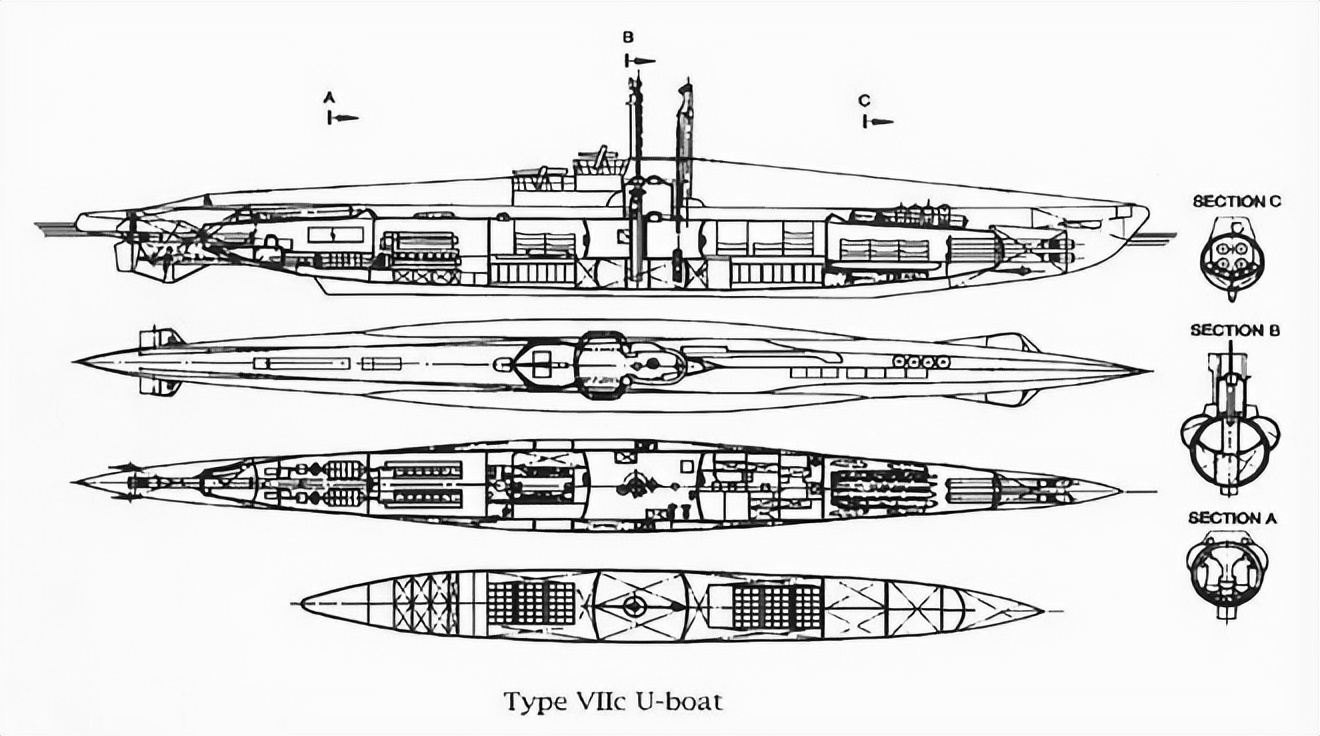
Sơ đồ các mặt cắt một tàu ngầm Type VIIC

Phân lớp VIIC của Tàu ngầm Type VII là một phiên bản VIIB được kéo dài thêm. Chúng có trọng lượng choán nước 769 t (757 tấn Anh) khi nổi và 871 t (857 tấn Anh) khi lặn). Con tàu có chiều dài chung 67,10 m (220 ft 2 in), lớp vỏ trong chịu áp lực dài 50,50 m (165 ft 8 in), mạn tàu rộng 6,20 m (20 ft 4 in), chiều cao 9,60 m (31 ft 6 in) và mớn nước 4,74 m (15 ft 7 in).
Chúng trang bị hai động cơ diesel Germaniawerft F46 siêu tăng áp 6-xy lanh 4 thì, tổng công suất 2.800–3.200 PS (2.100–2.400 kW; 2.800–3.200 bhp), dẫn động hai trục chân vịt đường kính 1,23 m (4,0 ft), cho phép đạt tốc độ tối đa 17,7 kn (32,8 km/h), và tầm hoạt động tối đa 8.500 nmi (15.700 km) khi đi tốc độ đường trường 10 kn (19 km/h). Khi đi ngầm dưới nước, chúng sử dụng hai động cơ/máy phát điện Garbe, Lahmeyer & Co. RP 137/c  tổng công suất 750 PS (550 kW; 740 shp). Tốc độ tối đa khi lặn là 7,6 kn (14,1 km/h), và tầm hoạt động 80 nmi (150 km) ở tốc độ 4 kn (7,4 km/h). Con tàu có khả năng lặn sâu đến 230 m (750 ft).
Vũ khí trang bị có năm ống phóng ngư lôi 53,3 cm (21 in), bao gồm bốn ống trước mũi và một ống phía đuôi, và mang theo tổng cộng 14 quả ngư lôi, hoặc tối đa 22 quả thủy lôi TMA, hoặc 33 quả TMB. Tàu ngầm Type VIIC bố trí một hải pháo 8,8 cm SK C/35 cùng một pháo phòng không 2 cm (0,79 in) trên boong tàu. Thủy thủ đoàn bao gồm 4 sĩ quan và 40-56 thủy thủ.

### Chế tạo
U-372 được đặt hàng vào ngày 23 tháng 9, 1939, và được đặt lườn tại xưởng tàu của hãng Kriegsmarinewerft ở Kiel vào ngày 17 tháng 11, 1939. Nó được hạ thủy vào ngày 8 tháng 3, 1941, và nhập biên chế cùng Hải quân Đức Quốc Xã vào ngày 19 tháng 4, 1941 dưới quyền chỉ huy của Hạm trưởng, Đại úy Hải quân Heinz-Joachim Neumann.

## Lịch sử hoạt động

### 1941
Sau khi nhập biên chế, U-372 được phối thuộc cùng Chi hạm đội U-boat 1 cho đến ngày 14 tháng 12, 1941, khi nó được điều sang Chi hạm đội U-boat 29 để hoạt động tại khu vực Địa Trung Hải.

#### Chuyến tuần tra thứ nhất
Sau khi di chuyển từ Kiel đến cảng Horten, và sau đó đến cảng Trondhelm cùng thuộc Na Uy trong tháng 6, 1941, U-372 khởi hành từ Trondhelm vào ngày 9 tháng 7 cho chuyến tuần tra đầu tiên trong chiến tranh. Nó băng qua khe GIUK giữa quần đảo Faroe và Iceland để hoạt động trong vùng biển Bắc Đại Tây Dương về phía Đông Ireland (Khu vực Tiếp cận phía Tây). Tại đây vào ngày 5 tháng 8, chiếc U-boat đã phóng ngư lôi tấn công Đoàn tàu SL-81, và đã đánh chìm được các tàu buôn Anh Belgravian 3.136 GRT và Swiftpool 5.205 GRT. Chiếc tàu ngầm bị lực lượng hộ tống cho đoàn tàu vận tải phản công, nhưng nó thoát được mà không bị hư hại. Trên đường quay trở về căn cứ, nó bị một máy bay ném bom Bristol Blenheim tấn công bất ngờ trong vịnh Biscay vào ngày 12 tháng 8, nhưng chỉ bị hư hại nhẹ.  Kết thúc chuyến tuần tra, U-372 đi đến cảng Brest bên bờ biển Đại Tây Dương của Pháp đã bị Đức chiếm đóng, đến nơi vào ngày hôm sau 13 tháng 8.

#### Chuyến tuần tra thứ hai
U-372 khởi hành từ cảng Brest vào ngày 10 tháng 9 cho chuyến tuần tra thứ hai, và đã hoạt động trong Bắc Đại Tây Dương cho đến phía Đông Nam Greenland. Ở vị trí về phía Đông Bắc mũi Farewell vào ngày 19 tháng 9, nó đã đánh chìm chiếc tàu buôn Anh Baron Pentland 3.410 GRT thuộc Đoàn tàu SC-42, vốn đã bị bỏ lại sau khi trúng ngư lôi phóng từ tàu ngầm U-652 trước đó vào ngày 10 tháng 9. U-372 kết thúc chuyến tuần tra và quay trở về Brest vào ngày  13 tháng 10.

#### Chuyến tuần tra thứ ba
Lại xuất phát từ Brest vào ngày 13 tháng 11 cho chuyến tuần tra thứ ba, U-372 đã hoạt động trong Bắc Đại Tây Dương cho đến ngày 23 tháng 11, khi nó đổi hướng sang phía Đông do được điều sang hoạt động tại khu vực Địa Trung Hải. Băng qua thành công eo biển Gibraltar được phía Đồng Minh canh phòng nghiêm ngặt vào ngày 8 tháng 12, nó chính thức được điều sang Chi hạm đội U-boat 29 từ ngày 14 tháng 12, và đi đến cảng La Spezia, Ý hai ngày sau đó.

### 1942

#### Chuyến tuần tra thứ tư
Chuyến tuần tra tiếp theo của U-372 cùng xuất phát và kết thúc tại cảng La Spezia, và diễn ra từ ngày 17 đến ngày 31 tháng 1, 1942. Nó đã hoạt động tại khu vực Đông Địa Trung Hải ngoài khơi Libya và Ai Cập, nhưng không đánh chìm được mục tiêu nào.

#### Chuyến tuần tra thứ năm
U-372 rời La Spezia vào ngày 15 tháng 6 cho chuyến tuần tra thứ năm để hoạt động tại khu vực Đông Địa Trung Hải ngoài khơi Ai Cập, Palestine và Liban. Ở vị trí ngoài khơi Alexandria, Ai Cập vào ngày 30 tháng 6, nó đã phóng ngư lôi đánh chìm tàu tiếp liệu tàu ngầm HMS Medway 14.650 GRT cùng với nhiều vật tư phụ tùng dành cho tàu ngầm quý giá, nhưng vớt được 47 trong số 90 quả ngư lôi được Medway mang theo. Chiếc U-boat kết thúc chuyến tuần tra vào ngày 12 tháng 7 khi đi đến căn cứ tại đảo Salamis, Hy Lạp.

#### Chuyến tuần tra thứ sáu – Bị mất
U-372 xuất phát từ Salamis vào ngày 27 tháng 7 cho chuyến tuần tra thứ sáu, cũng là chuyến cuối cùng, để hoạt động tại khu vực Đông Địa Trung Hải ngoài khơi Ai Cập và Palestine. Nó bị đánh chìm vào ngày 4 tháng 8, 1942 ở vị trí về phía Tây Nam Haifa, tại tọa độ 32°28′B 34°37′Đ / 32,467°B 34,617°Đ, do trúng mìn sâu thả từ các tàu khu trục HMS Sikh và HMS Zulu cùng các tàu khu trục hộ tống HMS Croome và HMS Tetcott, phối hợp với hỏa lực từ một máy bay ném bom Vickers Wellington thuộc Liên đội 221 Không quân Hoàng gia Anh. Toàn bộ 48 thành viên thủy thủ đoàn của U-372 đều sống sót.

### "Bầy sói" tham gia
U-372 từng tham gia bảy bầy sói:
- Brandenburg (15 tháng 9 – 1 tháng 10, 1941)
- Störtebecker (16 – 19 tháng 11, 1941)
- Steuben (19 tháng 11 – 2 tháng 12, 1941)

### Tóm tắt chiến công
U-372 đã đánh chìm được ba tàu buôn cùng một tàu chiến phụ trợ với tổng tải trọng 26.401 GRT:
| Ngày             | Tên tàu        | Quốc tịch              | Tải trọng | Số phận      |
| ---------------- | -------------- | ---------------------- | --------- | ------------ |
| 5 tháng 8, 1941  | Belgravian     | United Kingdom         | 3.136     | Bị đánh chìm |
| 5 tháng 8, 1941  | Swiftpool      | United Kingdom         | 5.205     | Bị đánh chìm |
| 19 tháng 9, 1941 | Baron Pentland | United Kingdom         | 3.410     | Bị đánh chìm |
| 30 tháng 6, 1942 | HMS Medway     | Hải quân Hoàng gia Anh | 14.650    | Bị đánh chìm |